# Mobilní síť
Mobilní síť je telefonní síť, jejíž uživatel není vázán na místa, kde je k dispozici telefonní přípojka. Telefonní přístroj komunikuje se sítí pomocí rádiových vln.
Mobilní telefonní sítě lze rozdělit na:
- celulární radiová síť – celulární (buňkové) radiové sítě, pro pokrytí rozsáhlejší oblasti je zabezpečeno větším množstvím základnových stanic
- sítě pro satelitní telefon – pro komunikaci využívá systém umělých družic Země, z nichž každá pokrývá rozsáhlé území
- sítě pro bezdrátový telefon – telefony mohou komunikovat buď s pevnou základnovou stanicí nebo přímo mezi sebou

Protože naprostá většina mobilních telefonů používá buňkovou technologii, jako GSM, CDMA nebo starší NMT (v USA AMPS), jsou v mnoha zemích a jazycích slova mobilní telefon (anglicky mobile phone) a buňkový telefon (anglicky cellphone) prakticky synonymy. To platí i o češtině, kde se pojem buňkový telefon prakticky nepoužívá, a pro přenosné telefony používající jinou než buňkovou technologii se používají názvy satelitní telefon a bezšňůrový telefon.